# Mère Shipton
Ursula Southeil (vers 1488 - 1561) (également orthographiée Ursula Southill, Ursula Soothtell ou Ursula Sontheil,), mieux connue sous le nom de Mère Shipton, est une prophétesse et une voyante anglaise. La première publication de ses prophéties, quatre-vingt ans après sa mort, contient un grand nombre de prédictions régionales, mais seulement deux poèmes prophétiques. Malgré les nombreuses hypothèses faites à leur sujet, aucune d'entre elles ne prévoit la fin du monde.
Une des éditions les plus notables de ses prophéties remonte à 1684. Elle fait état de sa naissance à Knaresborough, dans le Yorkshire, dans une grotte à présent désignée sous le nom de Grotte de Mère Shipton (Mother Shipton's Cave), laquelle est, avec le Puits pétrifiant (Petrifying Well), désormais une attraction touristique.
Mère Shipton était réputée pour être particulièrement hideuse. Le livre déclare qu'elle épousa Toby Shipton, un charpentier local, près de York en 1512, et qu'elle vécut de voyance et de prédictions tout au long de sa vie. 
Une prophétie de Mère Shipton, prévoyant le Grand Incendie de Londres, est mentionnée dans les journaux de Samuel Pepys, de la bouche des membres de la famille royale britannique. 

## Prophéties

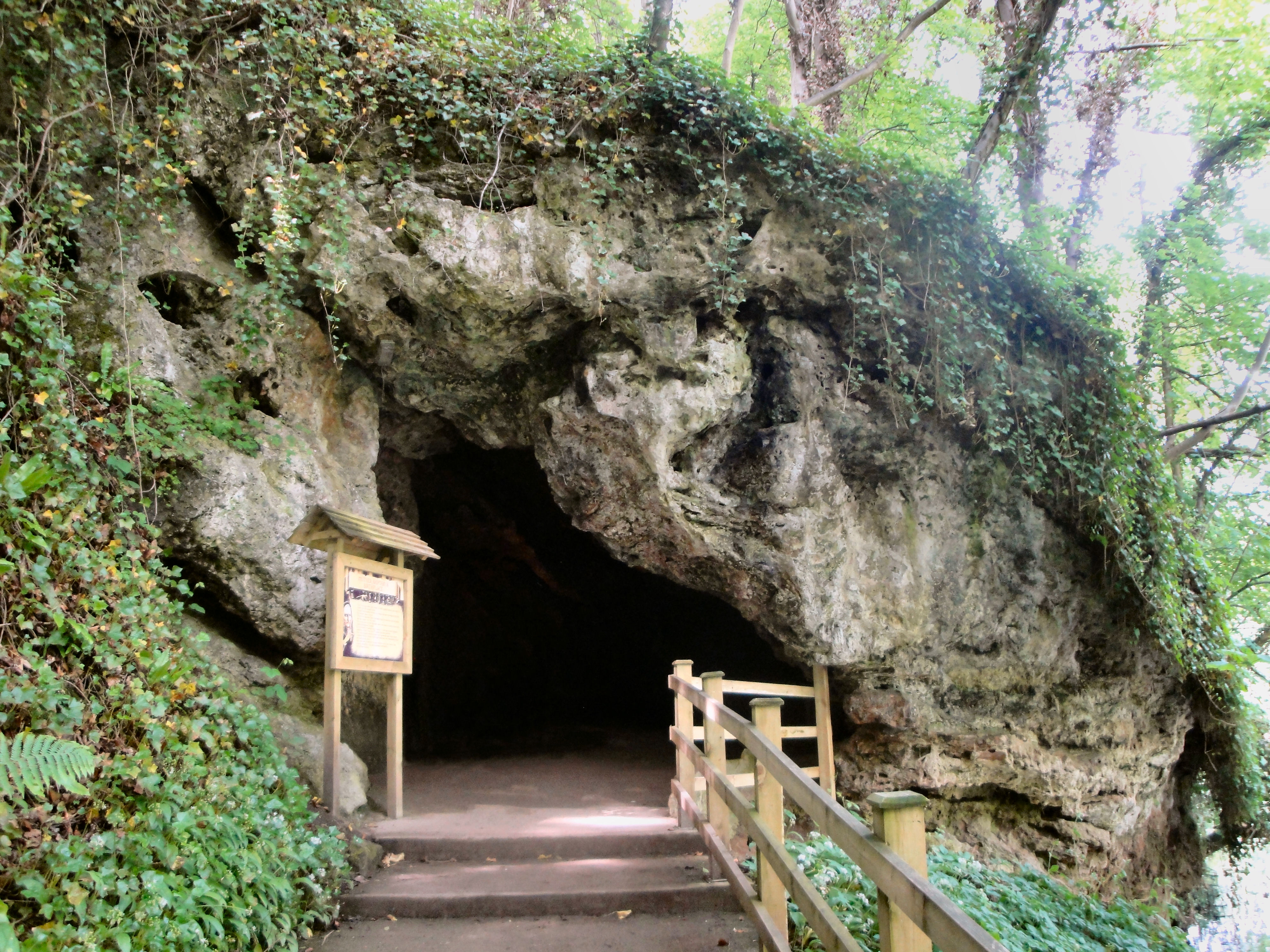
La grotte de Mère Shipton (Mother Shipton's cave)

L'édition la plus célèbre des prophéties de Mère Shipton fait état de nombreux événements et phénomènes modernes. Encore citée aujourd'hui comme l'original (alors qu'il s'agit d'une édition postérieure), elle contient plus d'une centaine de couplets en rimes dans un langage postérieur au 16e siècle, incluant les vers maintenant célèbres :
The world to an end shall come

In eighteen hundred and eighty one

(En mille huit cent quatre-vingt-un

Le monde entier verra sa fin)
Cependant, cette version ne fut pas imprimée avant 1862, et son véritable auteur, Charles Hindley, a admis dans l'édition qu'il avait inventé cette prophétie. Cette prophétie inventée est mentionnée à travers l'histoire sous différentes dates et indiquant diverses provenances (à la fin des années 1970, beaucoup d'articles parlent par exemple de l'année 1981, et non de 1881[réf. nécessaire]). Dans les années 1920, une des nombreuses rééditions du livre La vie et les prophéties de Ursula Sontheil mieux connue sous le nom de Mère Shipton (The Life and Prophecies of Ursula Sontheil better known as Mother Shipton) indique quant à elle la date de 1991,.

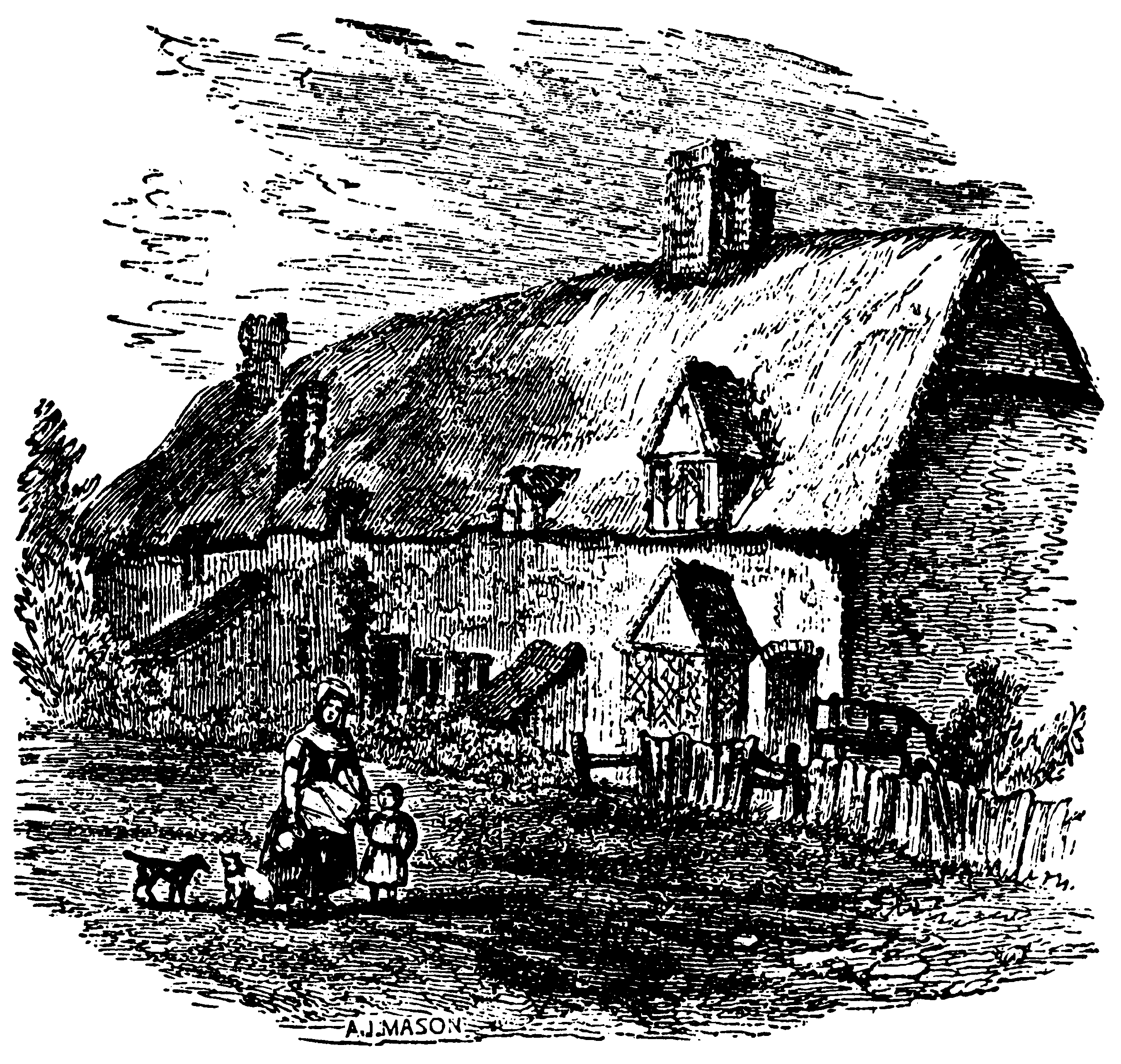
La maison de Mère Shipton

Parmi les autres passages célèbres tirés de la version falsifiée de Hindley et cités comme les originaux, on trouve les vers suivants : 
A Carriage without a horse shall go;

Disaster fill the world with woe...

In water iron then shall float,

As easy as a wooden boat.

(Un carrosse sans cheval au loin s'en ira 

De désastres le monde de malheurs emplira

Et le fer sur l'eau alors flottera

Aussi aisément qu'un bateau en bois)

## Héritage

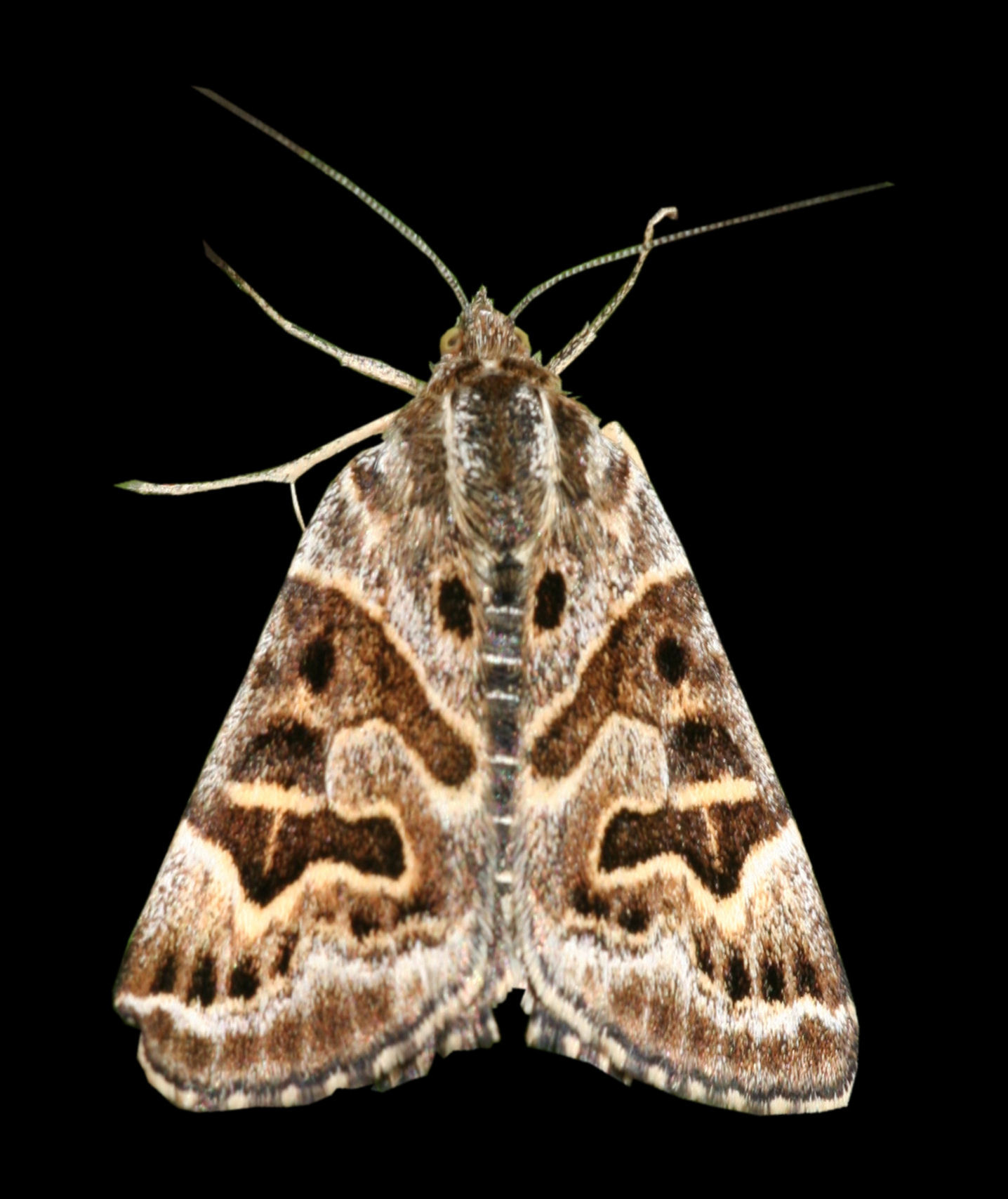
M noir, aussi connu sous le terme de Mother Shipton's moth

Ce qu'a dit ou ce qu'était exactement Mère Shipton, nul ne le sait exactement. La seule chose certaine est que son nom est resté lié à de nombreux événements tragiques produits en Grande-Bretagne, Australie et Amérique du Nord durant les 17e, 18e et 19e siècles. De nombreux voyants utilisent son effigie et sa statue, principalement pour renforcer leur crédit. De nombreux pubs ont porté son nom à travers l'histoire. Seuls deux subsistent encore : un dans sa ville natale de Knaresborough, et l'autre à Portsmouth, où sa statue surplombe l'entrée. 
Une caricature de Mère Shipton a été utilisée dans les premiers pantomimes, et est considérée par les historiens pour être le précurseur de la Panto dame.[réf. nécessaire].
Le M noir (Callistege mi, en anglais, Mother Shipton Moth, "la mite de Mère Shipton"), est nommé d'après le personnage. Le dessin de ses ailes fait penser au profil d'une vieille mégère. 
Une collecte de fonds a été lancée en 2013, avec un objectif de 35 000 £, dans le but d'ériger une statue de Mère Shipton à Knaresborough. Achevée en octobre 2017, la statue est désormais assise sur un banc du marché central de la ville, à côté d'une statue du 18e siècle représentant l'ingénieur routier John Metcalfe, aussi connu sous le nom de Blind Jack (Jack l'Aveugle).